# روزي هنتنغتون وايتلي
روزي أليس هنتنغتون وايتلي  (بالإنجليزية: Rosie Huntington-Whiteley)‏ (ولدت في 18 أبريل 1987) وهي عارضة أزياء وممثلة إنجليزية، عرفت لعملها كعارضة أزياء فيكتوريا سيكريت في عام 2006 وبروبري، ولعبها دور كارلي سبنسر في فيلم المتحولون: الجانب المظلم للقمر في عام 2011، في الجزء الثالث من سلسلة أفلام المتحولون، كما شاركت في فيلم ماكس المجنون: طريق الغضب عام 2015.

## نشأتها
ولدت هنتنغتون وايتلي، في 18 أبريل 1987 في مستشفى فريدوم فيلدز، في بليموث ، ديفون . والدتها، فيونا، هي مدربة اللياقة البدنية، والدها، تشارلز أندرو هنتنغتون وايتلي، خبير مسح أرضي. لديها أخ وأخت. نشأت في مزرعة بالقرب من تافيستوك، ديفون. هي عضو في عائلة نبيلة، حيث كان جدها الأكبر، وينج كوماندر، إريك هنتنغتون وايتلي، ابن أخت جورج وايتلي، البارون الأول مارشاملي والابن الأصغر للسياسي السير هربرت هنتنغتون وايتلي، البارونة الأولى ؛ كانت زوجة إريك، جدة روزي الكبرى، إينيد كون، من عائلة من اليهود البولنديين الذين هاجروا إلى إنجلترا في سبعينيات القرن التاسع عشر. كانت الجدة الأب روزي، جيليان، أيضًا من عائلة يهودية، هي ابنة يعقوب فرانكس، وهو جراح بارز في ساسكس.
تزوجت الممثل الإنجليزي «جايسون ستاثام» عام 2010 .

## روابط خارجية
- روزي هنتنغتون وايتلي على موقع IMDb (الإنجليزية)
- روزي هنتنغتون وايتلي على موقع ألو سيني (الفرنسية)
- روزي هنتنغتون وايتلي على موقع أول موفي (الإنجليزية)
- روزي هنتنغتون وايتلي على موقع بوكس أوفيس موجو (الإنجليزية)
- روزي هنتنغتون وايتلي على موقع قاعدة بيانات الأفلام السويدية (السويدية)
- روزي هنتنغتون وايتلي على موقع قاعدة بيانات الفيلم (الإنجليزية)
- روزي هنتنغتون وايتلي على موقع كينوبويسك (الروسية)
- روزي هنتنغتون وايتلي على موقع دليل عارضات الأزياء (الإنجليزية)